# Raphaël Varane
Raphaël Xavier Varane (Lille, 25 de abril de 1993) é um ex-futebolista francês que atuava como zagueiro.

## Clubes

### Início
Depois de passar dois anos no clube Hellemmes, em meados de 2002 juntou-se aos Lens, apesar do interesse do clube de sua cidade natal, o Lille OSC. Assim como Gaël Kakuta e Timothée Kolodziejczak, Varane passou um tempo formando-se no Centro de Futebol Liévin, um centro de treinamento exclusivo para jogadores criados no Nord-Pas-de-Calais, até que foi totalmente integrado as divisões de base do Lens.
Na temporada 2008–09, junto com seus companheiros Thorgan Hazard e Geoffrey Kondogbia, disputou o Campeonato Nacional, atuando pelo Sub–16, onde foi campeão. Na temporada seguinte, ele foi promovido a equipe Sub–19, apesar de ter apenas 17 anos.

### Lens

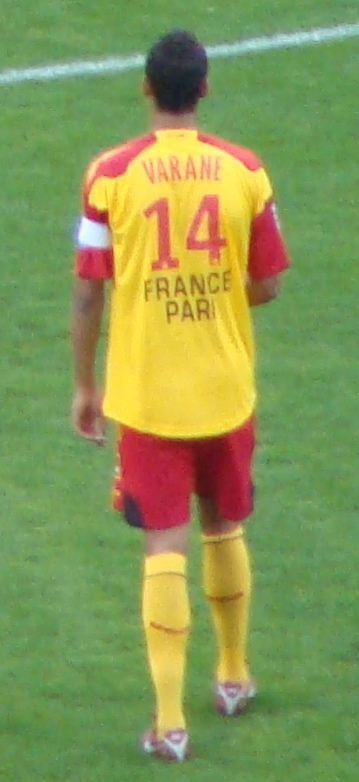
Varane, capitão do Lens, em 2011.

Pouco antes do início da temporada 2010–11, assinou seu primeiro contrato profissional. No final de outubro de 2010, foi chamado pela primeira vez para treinar com a equipe principal. A lesão de Alaeddine Yahia, para surpresa de todos, abriu as portas. No jogo, que terminou com a vitória do Lens por 2–0 frente ao Montpellier, jogou os 90 minutos. No entanto, Varane não teve continuidade e foi ao banco de reserva nos jogos seguintes, contra Olympique de Marseille e Lyon. Ele voltou à equipe titular na derrota por 4–1 para o Brest. Em fevereiro de 2011, seu contrato havia sido renovado até 2015. Em 8 de maio, marcou seu primeiro gol profissional no empate em 1–1 com o Caen.

### Real Madrid

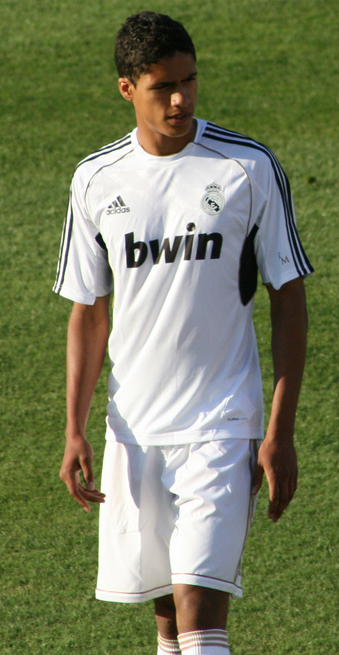
Varane, pelo Real Madrid, em 2016.

Em 27 de junho de 2011, foi anunciada sua contratação por seis temporadas pelo Real Madrid. Em 24 de setembro de 2011, fez sua estreia, substituindo Pepe. Em seu segundo jogo, contra o Rayo Vallecano, marcou seu primeiro gol, na goleada do Real Madrid por 6–2. 
Em 29 de outubro de 2017, completou 200 partidas com a camisa do Real, em partida contra o Girona.
Após se tornar um dos grandes zagueiros da história do Real Madrid, foi anunciada sua saída do clube no dia 28 de julho de 2021. Varane concluiu a experiência madrilenha com 360 jogos, 17 gols e 18 troféus conquistados.

### Manchester United
Em 28 de julho de 2021, foi anunciada a sua contratação pelo clube inglês Manchester United.Ele fez sua estreia pelo Manchester United em 29 de agosto de 2021, em um empate pela Premier League contra o Wolverhampton. Ele foi o titular naquele dia e foi decisivo ao ser o autor da assistência para Mason Greenwood, no único gol do jogo, que permitiu a vitória de seu time.Já em  2 de maio de 2022, Varane marcou seu primeiro gol pelo clube em uma vitória por 3-0 contra o Brentford.

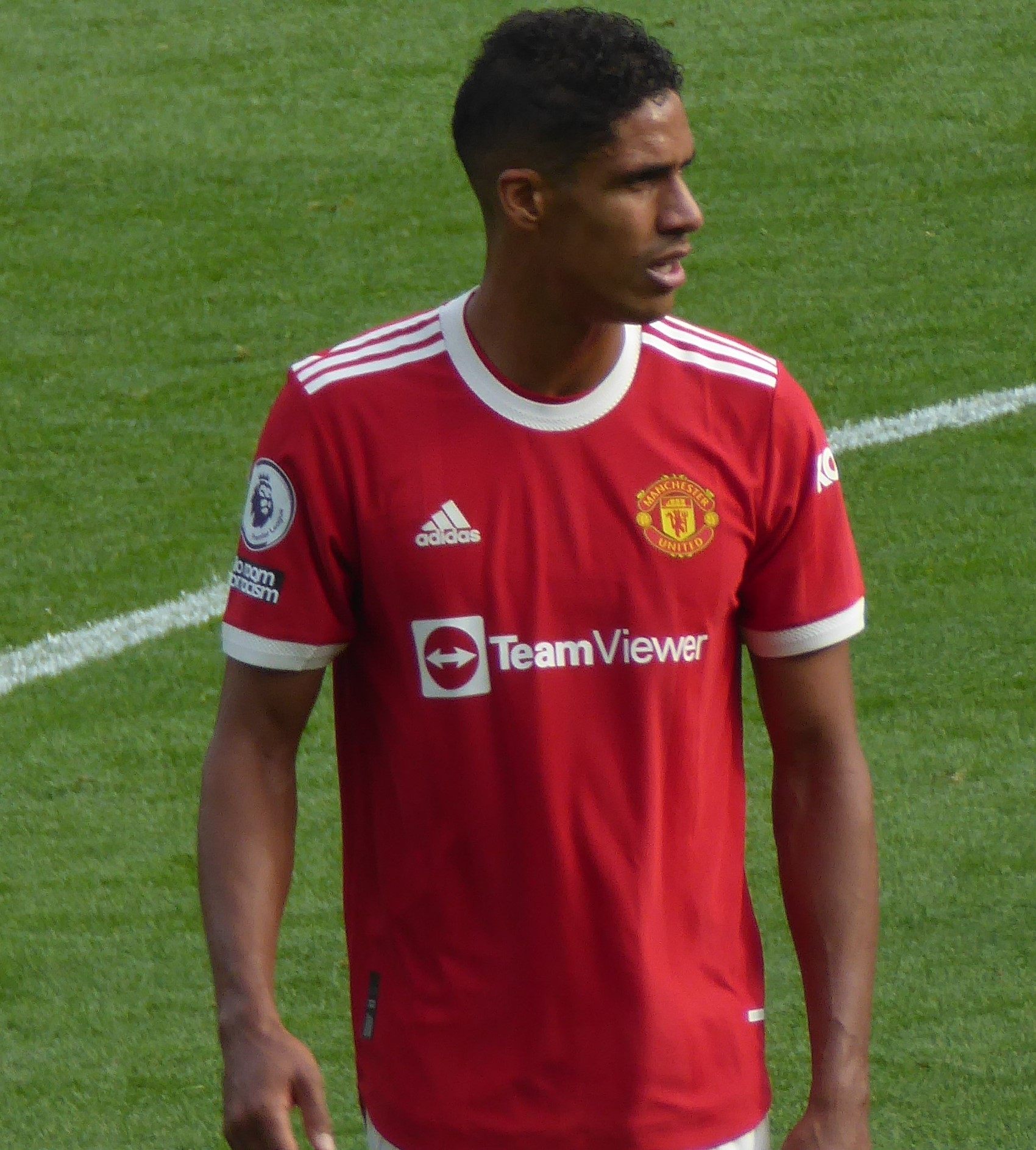
Varane, pelo Manchester United, em 2021.

Varane encerou sua passagem pelos Red Devil's ao longo dos 93 jogos disputados (contando todas as competições) e apenas 2 gols marcados. No total, Varane disputou 67 partidas no Campeonato Inglês, 58 delas como titular.

### Como
No dia 28 de julho de 2024 foi anunciado no Como, clube da Série A, com contrato válido por dois anos com opção de prorrogação. Algumas semanas depois, em 11 de agosto, ele sofreu uma lesão no joelho no primeiro tempo de uma partida da Coppa Italia contra a Sampdoria. Mais tarde naquele mês, ele foi excluído da lista de convocados do clube para a Série A.

## Aposentadoria
Ele anunciou sua aposentadoria em 25 de setembro de 2024.

## Seleção Francesa
Elogiado pelo treinador Didier Deschamps como futuro da Seleção Francesa principal, estreou por esta em 22 de março de 2013, em partida válida pelas eliminatórias europeias da Copa do Mundo FIFA de 2014 ante a Geórgia. Participou da Copa do Mundo FIFA de 2014.
Didier Deschamps fez dele o zagueiro principal da defesa da Seleção Francesa e deu-lhe a braçadeira de capitão durante o amistoso contra a Armênia em 14 de outubro de 2014. Ele se tornou assim o capitão mais jovem da história dos Les Bleus (21 anos, 5 meses, 19 dias) desde Étienne Jourde em 1910 (20 anos e 3 meses).
Convocado para a disputa da UEFA Euro 2016, foi cortado por lesão na coxa e substituído por Adil Rami.

### Copa do Mundo 2018
Foi titular e peça decisiva da campanha do título da Copa do Mundo FIFA de 2018, demonstrando regularidade e ainda marcando um gol na partida contra o Uruguai nas quartas de final, vencida pela França por 2-0. Devido seu excelente desempenho pela Seleção Francesa e na temporada 2017–18 com o Real Madrid, figurou na lista dos 10 indicados ao Prêmio FIFA The Best e ainda fez parte do time do ano da FIFA.

### Aposentadoria da Seleção
Em 2 de janeiro de 2023, Varane anunciou sua aposentadoria da seleção francesa, em post publicado em sua conta oficial do Instagram.
| “                              | Representar nosso grande país por uma década foi uma das maiores honras da minha vida. Cada vez que vesti esta camisa azul especial, senti um orgulho imenso. O dever de dar tudo, de jogar com o coração e de ganhar sempre que entramos na terra. Venho considerando isso há vários meses e decidi que é o momento certo para me aposentar do futebol internacional. Mas importante, esta vitória não teria sido possível sem o apoio de todos vocês ao longo deste caminho. Vou sentir falta desses momentos com vocês com certeza, mas chegou a hora da nova geração assumir. Temos um grupo talentoso de jovens jogadores que estão prontos para assumir o comando, que merecem uma chance e precisam de todos. Do fundo do meu coração, obrigado! | ” |
| — Varane em Post no Instagram. | |   |

## Títulos
Real Madrid
- Campeonato Espanhol: 2011–12, 2016–17 e 2019–20
- Supercopa da Espanha: 2012, 2017 e 2019–20
- Copa do Rei: 2013–14
- Liga dos Campeões da UEFA: 2013–14, 2015–16, 2016–17 e 2017–18
- Supercopa da UEFA: 2014, 2016 e 2017
- Copa do Mundo de Clubes da FIFA: 2014, 2016, 2017 e 2018

Manchester United
- Copa da Liga Inglesa: 2022–23
- Copa da Inglaterra: 2023–24

Seleção Francesa
- Copa do Mundo FIFA: 2018
- Liga das Nações da UEFA: 2020–21

### Prêmios individuais
- FIFPro World XI: 2018